# Brasão de armas do Sudão
O atual Brasão de Armas do Sudão foi adotado em 1970. O elemento central do brasão é um pássaro secretário, que é a ave oficial do país, carregando um escudo do tempo de Muhammad ibn Abdalla (1844–1885) que governou o Sudão e se autoproclamou Mádi (O Messias) em 1881. No escudo existem duas faixas, uma na parte superior que contém o lema nacional "al-Nassir Lana" ("A vitória é nossa"), e na faixa inferior está a denominação oficial do país: "Al-Jamhuriya as-Sudaniya" (República do Sudão).
O brasão de armas é também o selo presidencial, se encontra na bandeira do presidente do Sudão, nos veículos que transportam o presidente e na sua residência.
O pássaro foi escolhido como símbolo do Sudão e é também um símbolo indígena, a "águia de Saladino" e "Falcão de Qureish", também são vistos nos emblemas de alguns países árabes, e associado com o nacionalismo árabe (ver Brasão de armas do Egito, etc.)
Anteriormente o emblema do Sudão consistia de um rinoceronte fechado por duas palmeiras, com o Jumhuriyat como o Sudão.